# Dore-l’Église
Dore-l’Église ist eine französische Gemeinde mit 664 Einwohnern (Stand: 1. Januar 2022) im Département Puy-de-Dôme in der Region Auvergne-Rhône-Alpes. Sie gehört zum Arrondissement Ambert und zum Kanton Ambert (bis 2015: Kanton Arlanc).

## Geographie
Dore-l’Église liegt etwa 68 Kilometer südöstlich von Clermont-Ferrand und etwa 50 Kilometer westlich von Saint-Étienne im Regionalen Naturpark Livradois-Forez. Durch Dore-l’Église fließt der Fluss Dore. Umgeben wird Dore-l’Église von den Nachbargemeinden Arlanc im Norden und Nordwesten, Medeyrolles im Nordosten, Saint-Jean-d’Aubrigoux im Osten, Saint-Victor-sur-Arlanc im Süden und Südosten, Malvières im Süden und Südosten sowie Mayres im Westen.
Durch die Gemeinde führt die frühere Route nationale 106 (heutige D906).

## Bevölkerungsentwicklung
| Jahr                       | 1962 | 1968 | 1975 | 1982 | 1990 | 1999 | 2006 | 2016 |
| Einwohner                  | 806  | 758  | 686  | 638  | 712  | 672  | 653  | 621  |
| Quellen: Cassini und INSEE |      |      |      |      |      |      |      |      |

## Sehenswürdigkeiten
- Kirche Saint-Blaise, erbaut im 12. Jahrhundert, im 16. Jahrhundert umgebaut, seit 1961 Monument historique

## Weblinks

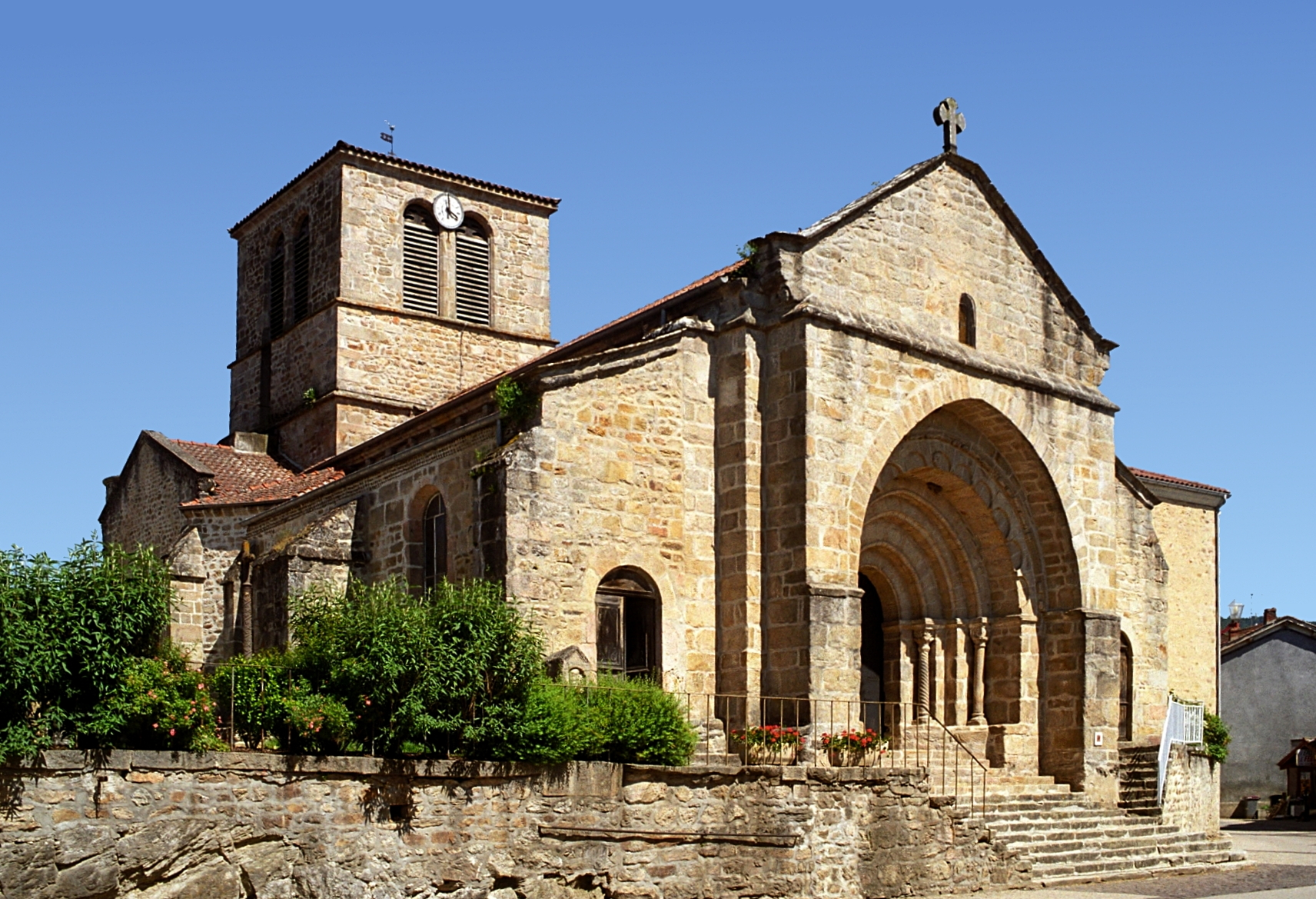
Kirche Saint-Blaise